# Crateús
Crateús là một đô thị thuộc bang Ceará, Brasil. Đô thị này có diện tích 2985,411 km², dân số năm 2007 là 71494 người, mật độ 23,95 người/km².